# Томилов, Владислав Игоревич
Владислав Игоревич Томилов (24 февраля 1993, Петропавловск, Казахстан) — российский биатлонист, чемпион и призёр чемпионата России, серебряный призёр чемпионата мира по летнему биатлону среди юниоров. Мастер спорта России (2012).

## Биография
Начал заниматься биатлоном в 2009 году в Ханты-Мансийске, первый тренер — Ю. В. Аверьянов. С 2015 года выступает за СДЮСШОР Сургутского района (г. Солнечный), тренируется под руководством С. И. Белозёрова и А. А. Трусова.
Неоднократный призёр первенств России и всероссийских соревнований среди юношей и юниоров в 2010—2014 годах.
В 2014 году стал серебряным призёром чемпионата мира по летнему биатлону среди юниоров в смешанной эстафете вместе с Екатериной Муралеевой, Кристиной Ильченко и Иваном Печёнкиным. На том же турнире стал 14-м в спринте и 10-м в гонке преследования.
На взрослом уровне становился победителем чемпионата России в 2016 году в гонке патрулей. В 2018 году завоевал серебро чемпионата страны в командной гонке в составе второй сборной ХМАО.